# 小行星2364
小行星2364（2364 Seillier）是一颗围绕太阳公转的小行星。1978年4月14日，亨利·德波鸿诺在拉西拉天文台发现了此天体。
該小行星以德波鸿诺的母親命名。
这颗小行星的绝对星等为168.937087588195等。